# 613 (číslo)
Šest set třináct je přirozené číslo. Následuje po čísle šest set dvanáct a předchází číslu šest set čtrnáct. Římskými číslicemi se zapisuje DCXIII a řeckými číslicemi χιγ.

## Matematika
613 je:
- Deficientní číslo
- Prvočíslo
- Nešťastné číslo

## Astronomie
- (613) Ginevra je planetka hlavního pásu, kterou objevil v roce 1906 August Kopff

## Ostatní
- Tóra podle judaismu obsahuje celkem 613 přikázání

## Roky
- 613
- 613 př. n. l.